# Haru Reisen
Die Haru Reisen GmbH war ein traditionsreiches, in Familienbesitz befindliches Busunternehmen in Berlin-Spandau.

## Geschichte
Im Mai 1945 wurde die Firma von Karl Barny und Hans Rudek (* 17. August 1910 in Keltsch, † 12. Februar 1999 in Berlin) als Baru gegründet; ein Initialwort aus beiden Nachnamen der Firmengründer. Bereits ab dem 1. August 1945 wurde auf der Strecke von Rathaus Spandau nach Staaken einer der ersten Linienverkehre in Berlin nach dem Krieg eingerichtet. Der Fahrpreis betrug damals 30 Pfennig. Auf der ersten Fernbuslinie von Berlin aus wurde 1947 von Baru der Betrieb aufgenommen. Diese Interzonenlinie führte von Berlin nach Hannover und wurde bis Ende Oktober 2016 täglich bedient. 1950 wurde das Unternehmen zunächst um ein Reisebüro erweitert.
1951 trennten sich Hans Rudek und Karl Barny. Das Unternehmen wurde in der Folge in Haru umbenannt. Wenige Jahre später beteiligte sich Hans Rudek mit seiner Firma an der Gründung der Flug-Union Berlin (erster Flugreiseanbieter in West-Berlin) und des Fernlinienverbundes Berlin Linien Bus. Als erster Reiseveranstalter Berlins bot Haru Bahnreisen mit Sonderliegewagen nach Österreich an, auch bei der Autobeförderung im Zug war Haru in Berlin von Beginn an dabei.
1968 wurde das Unternehmen auf die Rechtsform einer KG umgewandelt. 1983 übernahm Haru die Berliner Bärenrundfahrt GmbH (BBS) und bezog den bis zuletzt genutzten Betriebshof im Ortsteil Klosterfelde. Im selben Jahr übergab der Firmengründer die Führung des Unternehmens an seine Söhne und zog sich aus der Geschäftsführung zurück. 1985 wurde das Unternehmen zur Haru Reisen OHG umgewandelt. Hans Rudek saß noch bis zu seinem 65. Lebensjahr regelmäßig selbst hinter dem Steuer seiner Reisebusse. 2017 wurde das Unternehmen in eine GmbH umgewandelt, 2018 der Betrieb eingestellt. Die Liquidation erfolgte am 5. April 2019. Der Betriebshof wird heute von der Firma Schröder Reisen genutzt.

## Betriebsbereiche

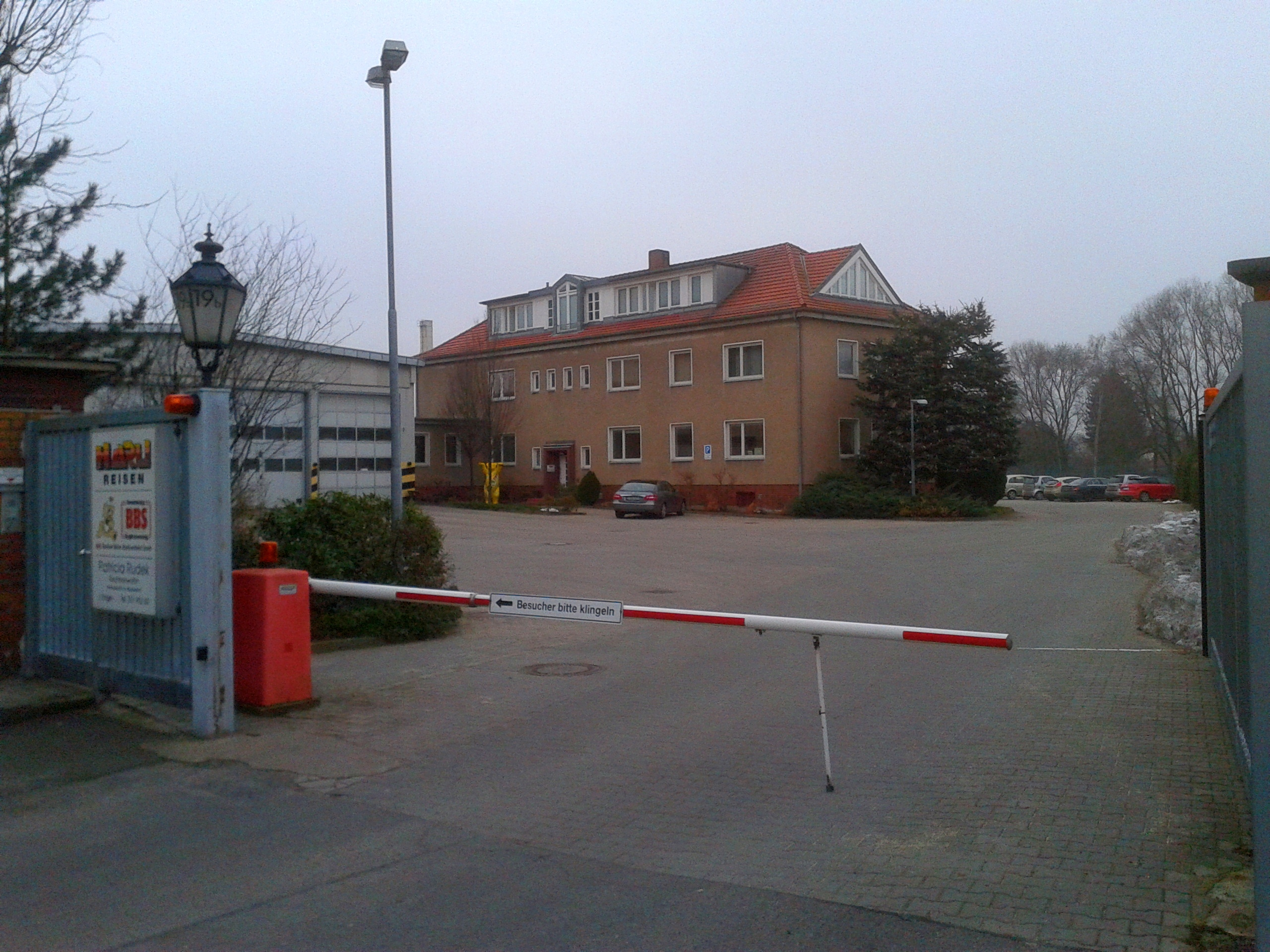
Betriebshof

### ÖPNV Berlin
Nach der Verstaatlichung und damit Monopolisierung des ÖPNV in Berlin in der Hand der BVG wurde über viele Jahrzehnte kein ÖPNV mehr von Privatanbietern in Berlin betrieben. Als im Jahr 1992 die BVG einige Linien an Subunternehmer vergab, stieg auch Haru wieder in den ÖPNV ein. Dazu gehörte auch die bereits 1949 gefahrene Strecke von Rathaus Spandau nach Staaken, die dann zum Einkaufszentrum Havelpark Dallgow verlängert und in eine Metrobus-Linie umgewandelt wurde.
Wurden anfangs zwei Linien betrieben, kamen später noch zwei weitere hinzu. Haru bediente somit die Linien M32, 115, 135 und 236 und fuhr bedarfsorientiert SEV. Während die BVG noch im Vorjahr Busse anschaffte, die die ab Oktober 2005 geltenden Abgasnormen nicht erfüllten, und damit heftige Kritik auslöste, stieg Haru im Juni 2005 auf Erdgasantrieb um.
Zum 29. März 2008 musste sich Haru im Zuge des neuen Verkehrsvertrages der BVG aufgrund einer Vereinbarung der BVG mit der Gewerkschaft ver.di, die eine deutliche Reduzierung des Subunternehmeranteils vorsah, wieder von allen Linien zurückziehen. Die Strecke Spandau–Staaken wird seitdem wieder von der BVG mit eigenen Bussen bedient.
Neben den Spandauer Buslinien wurde auch die Schnellbuslinie BER1, eine Verbindung vom Rathaus Steglitz zum Flughafen Berlin Brandenburg, geplant. Diese zuschlagpflichtige Linie wäre in den VBB eingebunden worden. Dafür wurden mehrere Mitarbeiter eingestellt und drei Busse angeschafft, die für die Nutzung im ÖPNV umgebaut wurden. Durch die überraschende Verschiebung der Flughafen-Eröffnung musste auch der Start der Linie verschoben werden, was massive Verluste zur Folge hatte. Die von Haru betriebene Linie A5 zu Karls Erlebnis-Dorf in Elstal und zum Designer Outlet Center Wustermark wird inzwischen von BEX betrieben. Auch die dafür genutzte Haltestelle Heerstraße/Pichelsdorfer Straße, die ursprünglich für den Fernbusverkehr eröffnet, aber nur wenige Fahrplanperioden lange genutzt wurde, ging an BEX über.

### Fernbus

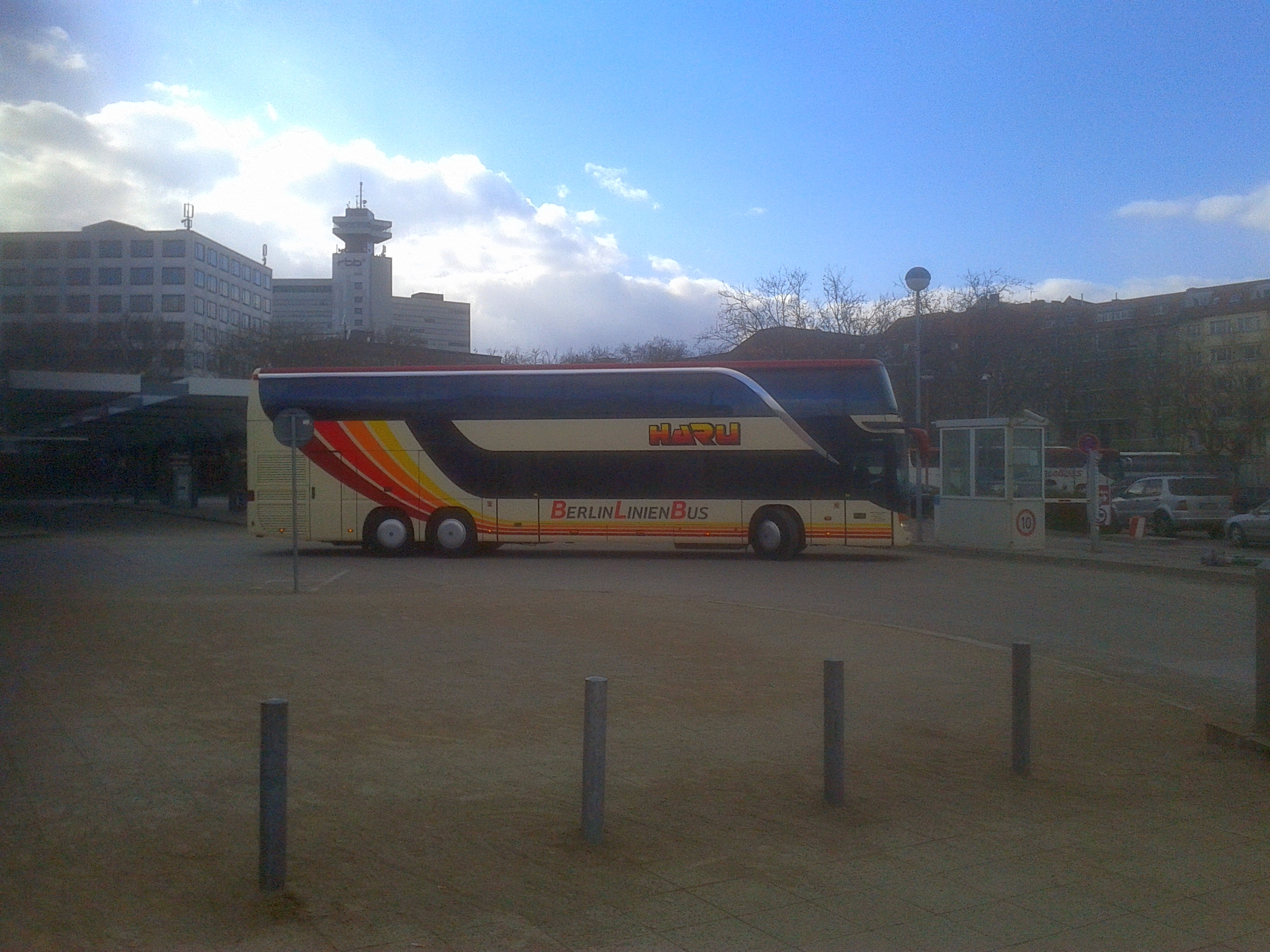
Haru-Bus auf dem Weg nach Hamburg

Haru betrieb innerhalb des BerlinLinienBus-Verbundes (BLB) mehrere Fernbuslinien. Dies geschah z. T. allein, aber auch in Kooperation mit weiteren Mitgliedern. Unter anderem wurde zusammen mit der Autokraft der mehrmals täglich bediente Schnellverkehr über die Autobahn nach Hamburg betrieben, der 2011 mehr als ein Drittel der gesamten Betriebsleistung des BLB ausmachte.
Der 35-%-Anteil am Unternehmen wurde im Jahr 2015 an BEX verkauft, der Fernbusverkehr aber als Subunternehmer weitergeführt. Mit der Einstellung des Unternehmensbetriebs von BerlinLinienBus am 31. Oktober 2016 zog sich Haru aus dem Fernbusverkehr zurück.
→ siehe auch: Fernbusverkehr in Deutschland

### BBS – Berliner Bären Stadtrundfahrt
BBS war einstmals der größte Anbieter von Stadtrundfahrten mit Sightseeing in Berlin. Das Unternehmen wurde 1946 gegründet. 1983 erfolgte die Übernahme durch Haru, deren 100%ige Tochter BBS bis zuletzt war. Nach der Wiedervereinigung 1990 wurde das Geschäft auf Potsdam ausgedehnt. Außerdem war die BBS auf dem Gebiet der Incentive-Reisen und im Kongressveranstaltungsgeschäft tätig.

### Weitere Geschäftsbereiche
Haru bot auch Individualfahrten an. Die letzten Busse wurden an Busverkehr Berlin verkauft und sind mit Stand September 2018 noch in traditioneller Haru-Farbgebung unterwegs. Zudem gehörte ein Reisebüro am Firmensitz zum Unternehmen.
Die Anteile an der, mittlerweile in Berliner Flug Ring umbenannten, Flug-Union Berlin wurden an Germania verkauft.

## Engagement und Auszeichnungen
Das Unternehmen engagierte sich bereits seit einigen Jahren auf dem Gebiet des Umweltschutzes. So wurden auf einem Teil des Werkstattdaches Sonnenkollektoren installiert, in der Waschanlage erfolgt eine Wasseraufbereitung, das Regenwasser auf dem Betriebshof wird gesammelt und in den natürlichen Kreislauf zurückgeführt. Für den konsequenten Einsatz von Erdgasbussen wurde Haru 2007 mit dem KlimaSchutzPartner ausgezeichnet.
Mehrfach wurden Busfahrer des Unternehmens innerhalb der Initiative des Bundes deutscher Omnibusunternehmer (BDO) für unfallfreies Fahren ausgezeichnet.